# Cały ten seks
Cały ten seks – debiutancki album zespołu Homo Twist, nagrany pod koniec 1993 roku, a wydany w roku następnym. Autorem wszystkich kompozycji oraz tekstów jest Maciej Maleńczuk, wiele z zamieszczonych na płycie utworów pochodzi jeszcze z okresu, kiedy grywał on na ulicy.

## Lista utworów
| Nr  | Tytuł utworu                  | Długość |
| --- | ----------------------------- | ------- |
| 1.  | „Trzy kurwy świata pieniądza” | 4:20    |
| 2.  | „Góralska muzyka”             | 3:18    |
| 3.  | „Ach proszę pani”             | 3:59    |
| 4.  | „Pieniądze”                   | 4:05    |
| 5.  | „Miasto Kraków”               | 4:09    |
| 6.  | „Krzysio”                     | 5:53    |
| 7.  | „Cały ten seks”               | 4:34    |
| 8.  | „Alicja”                      | 3:48    |
| 9.  | „Dobrze, że jest jutro”       | 7:21    |
| 10. | „Jamajca”                     | 4:18    |
| 11. | „Narkomanka”                  | 6:02    |
|     |                               | 51:47   |

## Twórcy
- Maciej Maleńczuk – gitara, śpiew
- Leszek „Miarka” Kowal – bas
- Grzegorz Schneider – perkusja